# Joseph-Samuel Farinet

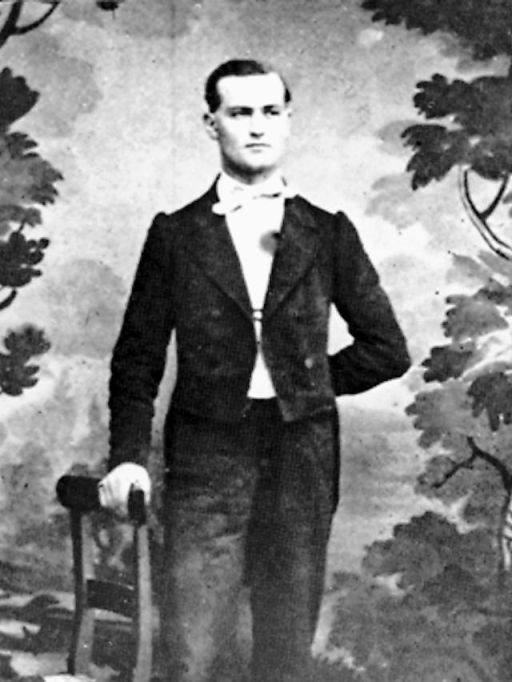
Porträt, das vermutlich Joseph-Samuel Farinet zeigt

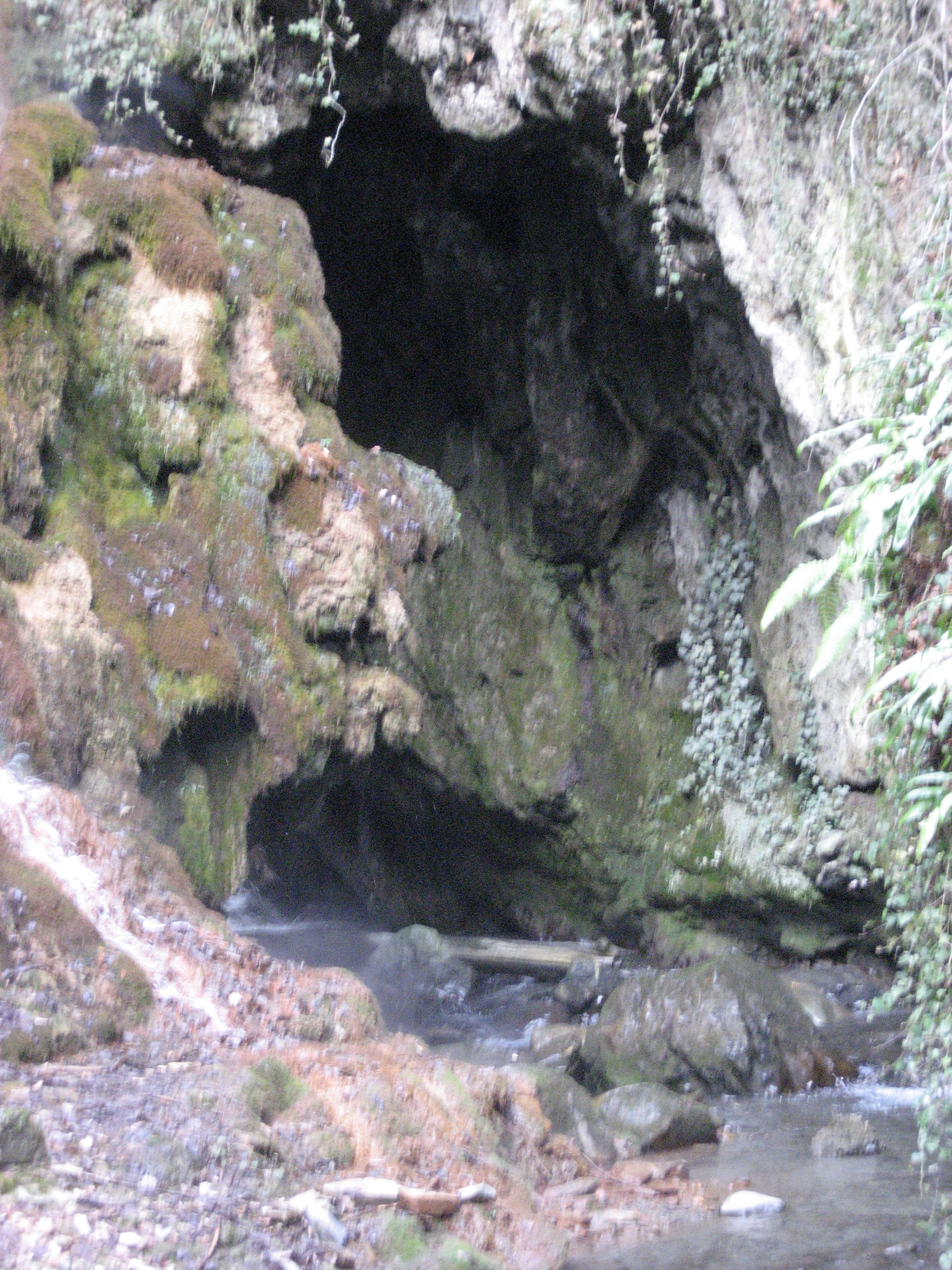
Schlucht der Salentze, wo Farinet den Tod fand. Links der Felsen mit der Kopfform eines Riesen. Die Szenerie wurde von Courbet gemalt.

Joseph-Samuel Farinet (* 17. Juni 1845 in Saint-Rhémy-en-Bosses, Aostatal; † 17. April 1880 in Leytron) war ein Schmuggler und Falschmünzer, der vor allem im Unterwallis zur Legende geworden ist.
Von Joseph-Samuel Farinet abgeleitet ist der Name der Komplementärwährung Farinet, die v. a. im Unterwallis in Tourismuskreisen akzeptiert wird und dem Wert des Schweizer Frankens entspricht.

## Farinets Leben
Farinet produzierte mit seinen Gehilfen vor allem 20-Rappen-Münzen. Diese genossen bei der bäuerlich-gewerblichen Bevölkerung im Unterwallis mehr Vertrauen als das Papiergeld der Kantonalbank, die zudem wegen Fehlspekulationen gerade in der Zeit von Farinets Wirken 1870–1880 in Krisen geraten war. Über mehr als zehn Jahre hinweg brachte er so viele 20-Räppler in Umlauf, dass ein Drittel aller Münzen sogenannte «Farinets» gewesen sein sollen. Angesichts des Umfangs der Falschgeldzirkulation intervenierte der schweizerische Bundesrat und verlangte von der Walliser Kantonsregierung die Verhaftung des Täters. Farinet bewegte sich in der Öffentlichkeit relativ unbehelligt und wurde oft in Beizen gesehen. Schliesslich wurde er ausgeschrieben und von Gendarmen in der Salentse-Schlucht nahe Saillon eingekesselt. Er kam am 17. April 1880 in dieser Schlucht unter ungeklärten Umständen zu Tode. Die Polizei stellte den Tod als Unfall dar: er sei ausgerutscht und ins Flussbecken in der Tiefe gestürzt. In der Bevölkerung herrschte die Meinung vor, der Gejagte sei durch einen Schuss aus einer Polizeiwaffe in den Kopf getroffen worden. Die Autopsie ergab ebenfalls kein klares Resultat. Farinets Grab befindet sich in der Nachbargemeinde Saillon am Fuss des Kirchturms.
Die Protokolle der Farinet-Prozesse wurden 1980 vom Staatsarchivar des Kantons Wallis, André Donnet, herausgegeben und stellen ein wichtiges Quellenwerk dar.

## Farinets Nachwirken

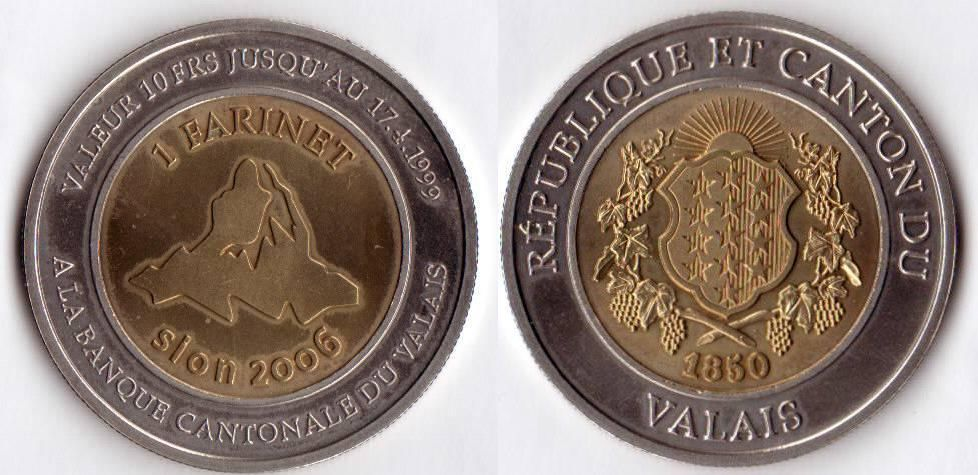
Farinet-Medaille der Walliser Kantonalbank

Im Jahre 1998 lancierte der Kanton Wallis eine Medaille, die bei der Kantonalbank bis zu einem gewissen Datum gegen zehn Franken getauscht werden konnte und nannte sie «Farinet».
Seit Mai 2017 wurde im Wallis der «Farinet» erneut aufgelegt und als Zahlungsmittel vor allem in der Tourismusbranche eingesetzt. Eine Wechselstube in Sitten gibt solche Geldscheine mit einem Wert von 1, 2, 5, 10, 13, 20, 50 und 100 Farinets heraus und diese Noten werden von über hundert Geschäften zwischen Monthey und Salgesch akzeptiert. Es wurden insgesamt 500'000 Farinets gedruckt, der nominal dem Wert des Frankens entspricht. Mit dieser Werbemassnahme erhofft man sich vor allem Erfolg in der Wiederbelebung des Tourismus. Der neue Farinet ist somit nicht als Ersatzwährung für den Schweizer Franken gedacht.
Im nahen Saillon beschäftigt sich das Falschgeld-Museum mit Farinet und seinen Zwanzigräpplern.

## Künstlerische Adaptionen
Das lange Wirken, die Popularität und der ungeklärte Tod förderten die Mythenbildung.
- Charles Ferdinand Ramuz: Farinet ou la fausse monnaie, Roman, 1932; Lausanne: Editions Plaisir de lire, 2005, ISBN 978-2-88387-040-6
In dem Roman wird Farinet zum heroisch gestimmten Freiheitshelden hochstilisiert.[5]
- Max Haufler: L'or dans la montagne, (deutsch: Farinet – Die sanfte und die wilde Freiheit), Film, 1938.[6]
- Markus Keller: Farinet der Falschmünzer, Theaterstück, basierend auf dem Buch von Willi Wottreng.
Inszenierungen beispielsweise 2010 im Freilichtmuseum Ballenberg.[7][8] Eine weitere Inszenierung wurde 2014 im Freilichttheater Saanenland gezeigt.[9]